# Pascal Gutman
Pour les articles homonymes, voir Gutman.
Pascal Gutman, né en 1961, est un musicien français.

## Biographie
Né en 1961, il a commencé par des études de piano et de solfège en conservatoire, puis découvre l'électricité et la basse, avec laquelle il va jouer durant une vingtaine d'années.
En 1981, il découvre le Chapman Stick et poursuit sa carrière de bassiste: concerts, festivals, séances d'enregistrement (télévision, cinéma), et disques en groupe. Cette découverte bouleverse sa carrière musicale, au point qu'il s'y consacre exclusivement.
Il se met alors à travailler l'instrument puis à composer, et une fois son répertoire en main, commence à jouer en solo. Un premier disque voit ensuite le jour, Cascades (1997), qui devient une référence auprès des joueurs de Stick. Après des participations avec d'autres musiciens et chanteurs, un second disque arrive, Ed Rehm (2007), basé sur deux instruments : le Stick et le piano électro-acoustique.
En 2020, il joue sur l'album de Francis Décamps, De retour au cimetière des arlequins, version réarrangée de l'album du groupe Ange, Le cimetière des arlequins, sorti en 1973.